# Rathdrum, Idaho
Rathdrum är en stad (city) i Kootenai County, i delstaten Idaho, USA. Enligt United States Census Bureau har staden en folkmängd på 6 969 invånare (2011) och en landarea på 12,8 km².